# مايك باول (لاعب كرة قاعدة)
مايك باول (بالإنجليزية: Mike Paul)‏ هو لاعب كرة قاعدة أمريكي، ولد في 18 أبريل 1945 في ديترويت في الولايات المتحدة.

## وصلات خارجية
- مايك باول على موقعبيزبول رفرنس.كوم (الدوري الرئيسي) (الإنجليزية)
- مايك باول على موقعبيزبول رفرنس.كوم (الدوري الثانوي) (الإنجليزية)